# リヴ・リンデランド
リヴ・リンデランド（Liv Lindeland、1945年12月7日 - ）は、ノルウェー出身のモデル・女優。彼女は米PLAYBOY誌・1971年1月号のプレイメイト・オブ・ザ・マンス、1972年度のプレイメイト・オブ・ザ・イヤーに選ばれた。リンデランドはアメリカ合衆国の女優、ダンサーのシド・チャリシーの息子の妻である。

## パイオニア
PLAYBOY誌創刊以来18年・通巻216号を経た後、ヌードグラビアにおいて陰毛を見せた最初のプレイメイトであった。中央見開きページで真の正面向きのフルヌードを最初に披露したのは1972年1月号のマリリン・コールであるが、見開きページを含むリンデランドの何点かのショットではっきりとブロンドの陰毛を確認する事ができる。彼女たちは2人ともプレイメイト・オブ・ザ・イヤーになった。
おそらく対抗するポルノ雑誌ペントハウスの注意を、この陰毛を巡る大幅な前進からそらすために、アレクサス・アーバ (Alexas Urba) が撮影したリンデランドのグラビアは、彼女の長い髪と乳房の下側に焦点が合わされている。見開きページ上でほんのわずかでも陰毛をのぞかせた（前方の障害物でほとんど隠されてはいるが）最初のプレイメイトは、1968年7月号のメロディ・プレンティスで、雑誌創刊から約15年後であった。
プレイボーイ出演の後、女優活動を開始し、その後はタレント・エージェントに転身した。1979年12月号のPLAYBOY誌のグラビア「プレイメイツ・フォーエバー！」で、再びヌードモデルを務めた。

## 引用
| 「 | 「もし、ある人が魅力的な身体を持っていたとしたなら、それは隠されるべきではないので、私はポーズをとるのです」 | 」 |

## 出演作
- 『The Yin and Yang of Mr. Go』(1970年)
- 『おかしなカップル (The Odd Couple)』(TVシリーズ。1971年5月5日放送の "Oscar's New Life") [1]
- 『キャプテン・アメリカ (Evel Knievel)』(1971年)
- 『セイブ・ザ・タイガー (Save the Tiger)』(1973年) … Ula[2]
- 『Dirty O'Neil』(1974年)
- 『The Photographer』(1975年)
- 『Win, Place or Steal』(1975年)
- 『ピカソ・トリガー/殺しのコード・ネーム』 Picasso Trigger (1988年)[3]
- 『スパイ・エンジェル グラマー美女軍団』 Guns (1990年)[4]